# Олдислебен
Олдислебен (њем. Oldisleben) општина је у њемачкој савезној држави Тирингија. Једно је од 50 општинских средишта округа Кифхојзер. Према процјени из 2010. у општини је живјело 2.310 становника. Посједује регионалну шифру (AGS) 16065054.

## Географски и демографски подаци
Олдислебен се налази у савезној држави Тирингија у округу Кифхојзер. Општина се налази на надморској висини од 130 метара. Површина општине износи 32,5 km². У самом мјесту је, према процјени из 2010. године, живјело 2.310 становника. Просјечна густина становништва износи 71 становника/km².